# Johann Verken
Johann Verken (Vercken, Jan Verck), gebürtiger Leipziger aus Meissen, war Anfang des 17. Jahrhunderts einer der ersten deutschen Ostindienreisenden. Unmittelbar nach seiner Rückkehr 1612 wurde sein Tagebuch gleich von mehreren bedeutenden Verlegern herausgegeben.

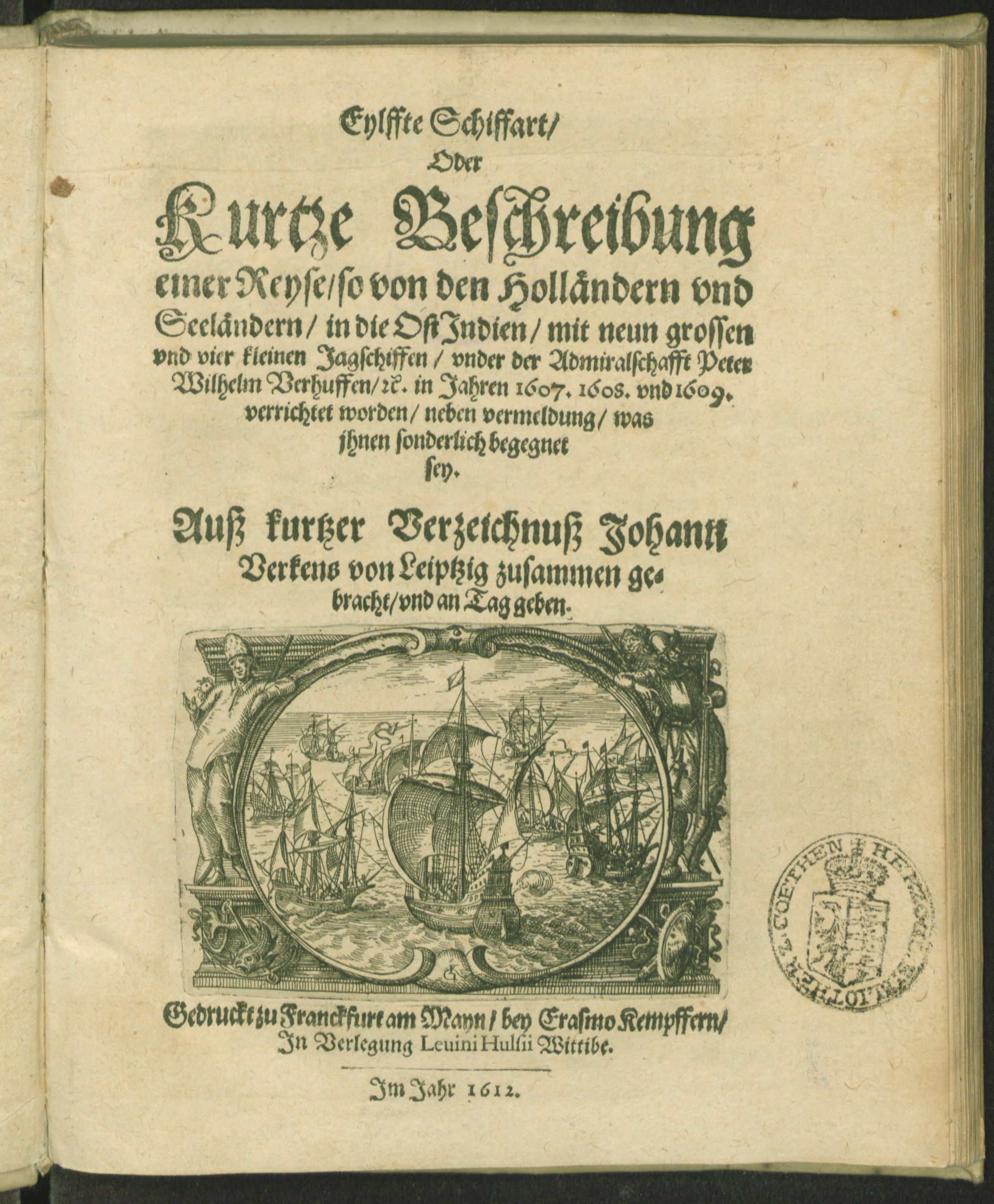
Reise des Johann Verken nach Ostindien 1607–1609, Hulsius 1612

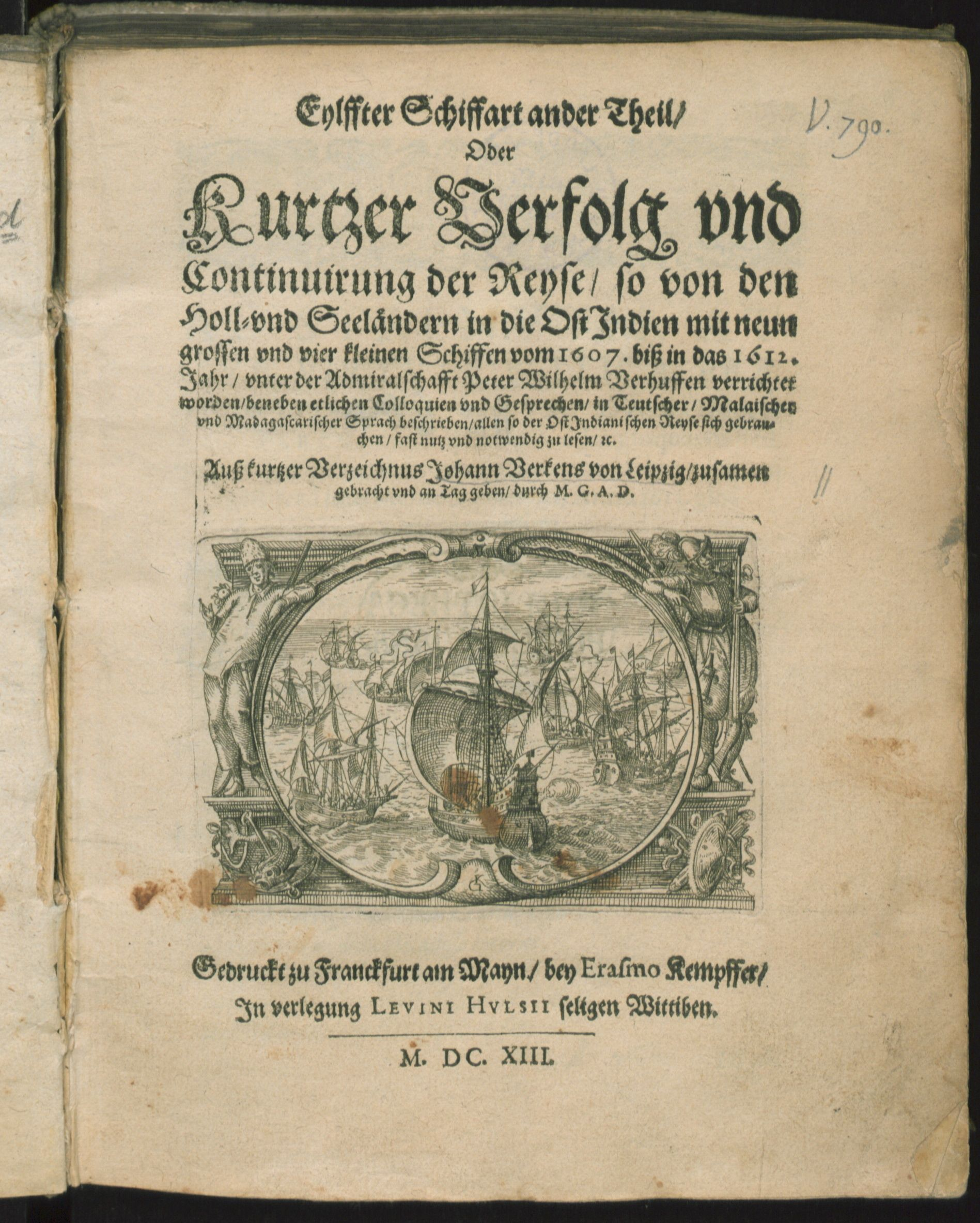
Fortsetzung Reise nach Ostindien 1607–1612, Hulsius 1613

## Leben
Im November 1607 trat Verken als Soldat und Korporal bei der Niederländischen Ostindien-Kompanie seinen Dienst an. In einer Flotte von insgesamt neun großen und vier kleinen Schiffen unter der Admiralschaft von Peter Wilhelm Verhoeffen segelte Verken am 11. Dezember 1607 von Texel auf dem Schiff Geunieerde Provincien Richtung Ostindien. Mit dem Schiff Middelburg segelte er nach Holland zurück und kam am 22. Juli 1612 in Amsterdam an.
Die Route der Reise führte von Holland über Süd-Afrika nach Mosambik. Hier geriet die Mannschaft 1608 in ein blutiges Gefecht gegen die Portugiesen. Verken wurde danach zum Kapitän und Fähnrich ernannt. Die Flotte segelte weiter Richtung Malabarküste und Goa in Indien. Über die Straße von Malakka und Singapur erreichten sie Bantam auf West-Java. Die holländischen Kaufleute hatten sich hier mit Pfeffer eingedeckt. Das Ziel der Holländer waren die Molukken, denn bis Mitte des 18. Jahrhunderts gediehen nur auf den Gewürzinseln die Gewürznelken und Muskatnussbäume. Fast 200 Jahre hatten zuerst Portugiesen und später die Holländer das Weltmonopol dieser Gewürze.
Auf den Banda-Inseln, besonders auf Banda Neira, war Verken beteiligt an dem
blutigen Streit zwischen Holländern und Einheimischen mit vielen Todesopfern auf beiden Seiten.

## Werke
Noch im gleichen Jahr nach seiner Rückkehr aus Ostindien erschienen in Frankfurt am Main die Reiseberichte, angefertigt nach dem Tagebuch von Johann Verken bei Levinus Hulsius und Theodor de Bry. Einige Werke entstanden unter Mitwirkung von Mitarbeitern der Verleger wie Gotthard Arthus, Erasmus Kempfer und L’Honoré Naber.
Die Reiseberichte nach Ostindien von Verken, gefertigt aus seinem Tagebuch von dem Frankfurter Verleger Levinus Hulsius und seinen Erben gehören zur Sammlung von 26 Schifffahrts- und Entdeckungsberichten in verschiedenen Ländern.
1930 wurde vom Springer-Verlag in Berlin und Martinus Nijhoff in Den Haag die Molukken-Reise von Johann Verken neu herausgegeben nach der im Verlag Joh. Th. de Bry im Jahr 1612 erschienenen Original-Ausgabe.